# Charles Ier d'Albret
Pour les autres membres de la famille, voir Maison d'Albret.
Charles Ier, sire d'Albret, né en décembre 1368 et mort à la bataille d'Azincourt le 25 octobre 1415, a été connétable de France.

## Biographie
Charles Ier est le fils de Arnaud-Amanieu d'Albret et de Marguerite de Bourbon, sœur de la reine Jeanne de Bourbon. Il est donc un cousin germain de Charles VI, avec lequel il est élevé. Il participe à l'expédition menée contre Mahdia en 1390 par Louis II de Bourbon pour la république de Gênes. Il est présent lorsque Charles VI est frappé par sa première crise de folie dans la forêt du Mans en 1392. Il mène une campagne en Frise en 1396. Il succède à son père comme seigneur d'Albret en 1401. Le 6 février 1403, le roi Charles VI le fait connétable de France. Le même mois, il tient le futur Charles VII sur les fonts baptismaux en tant que parrain. 
En tant que connétable, il mena plusieurs campagnes contre les positions anglaises en Guyenne entre 1404 et 1407. Il est à Paris le jour de l'assassinat du duc d'Orléans, en 1407. Dans la guerre civile qui s'ensuit, qui oppose Bourguignons et Armagnacs, il finit par se ranger dans le parti Armagnac, et est déchu de son office de connétable à l'instigation des Bourguignons en 1411. Il défend Bourges avec le duc de Berry contre l'armée royale et bourguignonne à l'été 1412. Ne pouvant récupérer son poste de connétable, il refuse de reconnaître la paix d'Auxerre signée cette même année, et négocie avec le duc de Clarence, représentant du roi Henri IV d'Angleterre. Finalement, lorsque les Armagnacs reprennent le pouvoir à Paris, en 1413, il est rétabli dans ses fonctions. Il commande l'armée française à Azincourt, avec le maréchal Boucicaut, mais il semble n'avoir pu imposer ses vues aux autres grands seigneurs. Il meurt pendant la bataille d'Azincourt, et est enterré au Vieil-Hesdin. 
Il fut un des membres fondateurs de la cour amoureuse dite de Charles VI et de l'ordre de la dame blanche à l'écu vert.

## Union et descendance
Le 27 janvier 1400, il épousa Marie de Sully, princesse de Boisbelle, veuve de Guy VI de La Trémoille dit Le Vaillant († 1398 ; d'où Georges Ier Georges de La Trémoille). Elle est l'héritière par son père Louis de Sully et par sa mère Isabeau de Craon de très nombreuses seigneuries, dont Orval (cf. l'article consacré à son gendre Jean de Foix). Elle avait été fiancée à Charles, comte de Montpensier, fils aîné de Jean de Berry, mais mort en 1383 avant le mariage.
De cette union naquirent :
- Jeanne d'Albret (c. 1402–1435), qui épousa en premières noces Charles de Montagu (1396-1415 à Azincourt), seigneur de Marcoussis, vidame de Laon. Conclu en 1405, le mariage fut célébré le 30 juillet 1409 à Melun. Monstrelet, qui écrit des décennies après, parle erronément du mariage de Catherine d'Albret[3], et cette erreur fut recopiée après lui par d'autres chroniqueurs et reprise tous les généalogistes, mais le contrat de mariage mentionne clairement Jeanne[4], tandis qu'aucune Catherine n'est connue dans les documents d'archives qui mentionnent les enfants du connétable[5]. Quelques mois après ce mariage, le père de Charles de Montagu, Jean de Montagu (v. 1349–1409), seigneur de Montagu-en-Laye (à Poissy) et de Marcoussis, vidame de Laon en 1390, surintendant des finances de France, grand maître de l'hôtel du roi Charles VI de France, fut décapité à Paris le 17 octobre 1409. Les terres des Montagu furent saisies et les clauses du mariage rendues caduques. Jeanne épousa en secondes noces, en 1422 Jean Ier, comte de Foix : d'où la suite des comtes de Foix, plus tard rois de Navarre (le roi Henri IV en descend), des Foix-Etampes-Nemours, et des Foix-Lautrec ;
- Charles II (1401[6]–1471 ; sire d'Albret) : ses descendants poursuivirent la lignée des sires d'Albret (aboutissant à Jeanne d'Albret, puis à Henri IV). Les d'Albret d'Orval sont aussi ses descendants (par exemple le petit-fils de Charles II d'Albret, Jean, dont la fille puînée - Charlotte épouse Odet de Foix-Lautrec, et dont la fille aînée - Marie est comtesse de Rethel et mère du duc François de Nevers et Rethel, de la Maison de Clèves) ;
- Guillaume d'Albret (m. en 1429), seigneur d'Orval tué lors de la Journée des Harengs ; sans descendance.
- Jean d'Albret, mort sans descendance.